# Ед Гордон
Едвард Лансінг Гордон (молодший) (англ. Edward Lansing Gordon Jr.; нар. 1 липня 1908 — пом. 5 вересня 1971) — американський легкоатлет, який спеціалізувався в стрибках у довжину.

## Із життєпису
Олімпійський чемпіон зі стрибків у довжину (1932).
Фіналіст (7-е місце) олімпійських змагань зі стрибків у довжину (1928).
Чемпіон США зі стрибків у довжину (1929). Срібний (1931, 1932) та бронзовий (1939) призер чемпіонатів США зі стрибків у довжину.
Чемпіон США в приміщенні зі стрибків у довжину (1938, 1939).